# Zoltán Dömötör

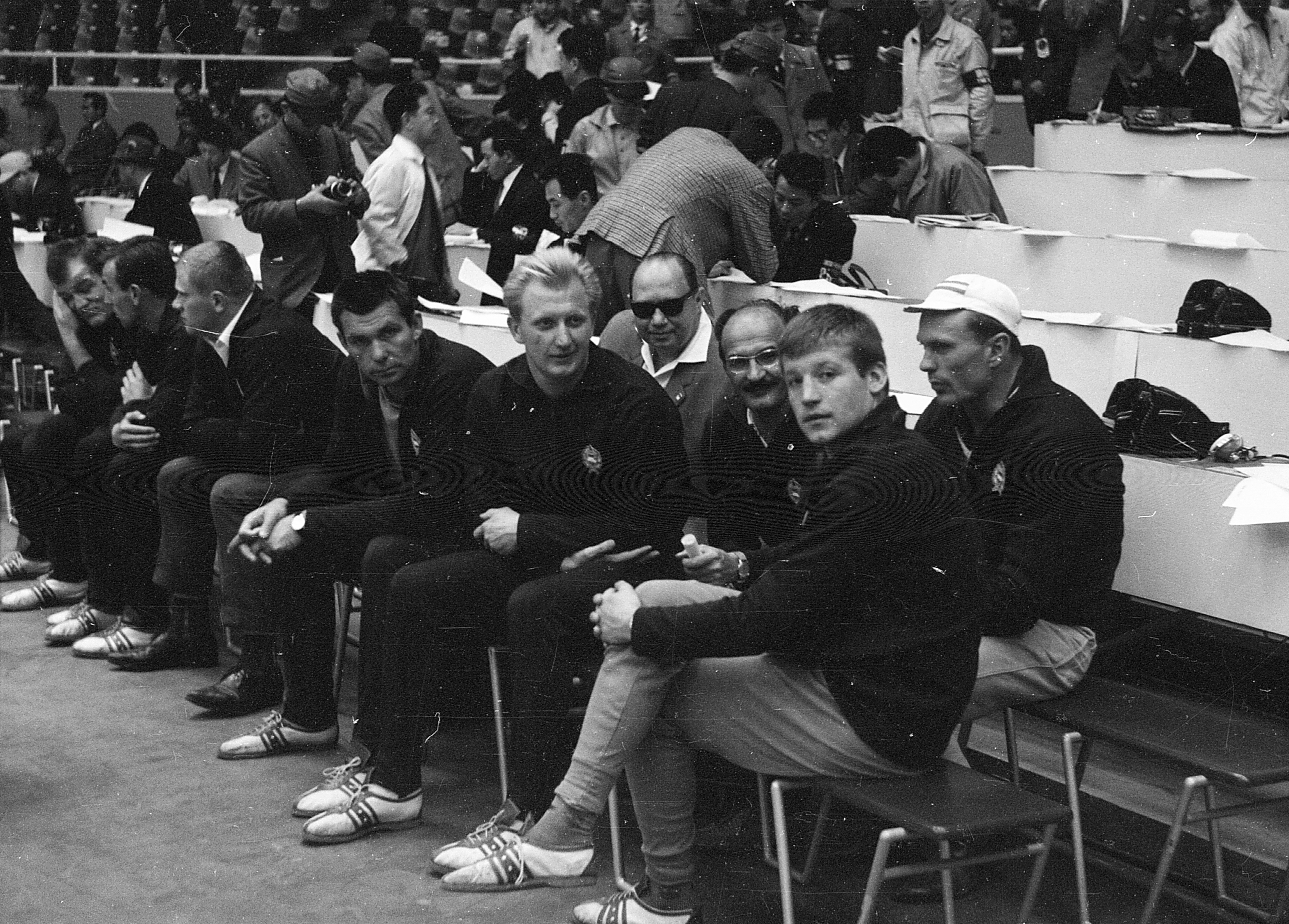
Vorne von rechts: László Felkai, Zoltán Dömötör, Ottó Boros (1964)

Zoltán Dömötör (* 21. August 1935 in Budapest; † 20. November 2019 ebenda) war ein ungarischer Wasserballspieler und Schwimmer. Als Schwimmer war er Europameister 1954, als Wasserballer 1958 und 1962. Er war im Wasserball Olympiasieger 1964 und Olympiadritter 1960 und 1968.

## Karriere
Zoltán Dömötör begann 1948 als Schwimmer bei Újpesti TE. Er gewann insgesamt fünf ungarische Meistertitel im Freistilschwimmen, konnte sich aber weder 1952 noch 1956 für das ungarische Olympiaaufgebot im Schwimmen qualifizieren. Sein größter Erfolg als Schwimmer war der Sieg bei den Europameisterschaften 1954 in Turin mit der 4-mal-200-Meter-Freistilstaffel in der Besetzung László Till, Zoltán Dömötör, Géza Kádas und Imre Nyéki.
1955 begann der 1,86 m große Dömötör mit dem Wasserball, ab 1957 war er Stammspieler bei Újpesti TE. 1960 und 1967 war er mit seinem Verein ungarischer Meister. Kurz nachdem er Stammspieler geworden war, debütierte er in der Nationalmannschaft, in der er bis 1968 116 Länderspiele bestritt.
Sein erster großer Erfolg mit der Nationalmannschaft war der Sieg bei der Wasserball-Europameisterschaft 1958 in Budapest vor den Mannschaften aus Jugoslawien, der Sowjetunion und Italien. 1960 bei den Olympischen Spielen in Rom gewannen die Italiener vor der sowjetischen Mannschaft, dahinter erhielten die Ungarn die Bronzemedaille vor den Jugoslawen. Dömötör warf im Turnierverlauf neun Tore.
1962 siegten die Ungarn bei der Wasserball-Europameisterschaft 1962 in Leipzig vor den Jugoslawen und der sowjetischen Mannschaft. Wie 1958 war Dömötör erfolgreichster Werfer seiner Mannschaft. 1963 nahm Dömötör mit der ungarischen Mannschaft an der Universiade teil und gewann den Titel. 1964 bei den Olympischen Spielen in Tokio siegten die Ungarn vor den Jugoslawen und der sowjetischen Mannschaft. Die Ungarn lagen nach dem 4:4 im direkten Vergleich nach Punkten gleichauf mit den Jugoslawen und gewannen den Titel dank der besseren Tordifferenz. Dömötör erzielte insgesamt sieben Tore.
1966 in Utrecht belegten die Ungarn den fünften Platz bei der Europameisterschaft. Bei den Olympischen Spielen 1968 in Mexiko-Stadt verloren die Ungarn das Halbfinale gegen die Jugoslawen, siegten aber im Spiel um Bronze gegen Italien. Dömötör erzielte bei seinem letzten großen Turnier als aktiver Spieler nur noch zwei Tore in der Vorrunde.
Dömötör hatte einen Studienabschluss in Ökonomie, schloss aber 1981 auch ein Studium an der ungarischen Sporthochschule (Testnevelési Főiskola) ab. Er war dann unter anderem Nationaltrainer in Bulgarien, Algerien und Südkorea. Als Trainer von KSI Budapest betreute er sieben der dreizehn Spieler, die bei den Olympischen Spielen 2000 die Goldmedaille gewannen.